# Trigal
Trigal és una pel·lícula dramàtica mexicana del 2022 escrita i dirigida per Anabel Caso en el seu debut com a directora. Protagonitzada per Emilia Berjón Ramírez, Abril Michel i Alberto Guerra. La pel·lícula tracta sobre el despertar sexual en la pubertat femenina. Fins al moment, la pel·lícula va ser nominada en la categoria de Millor pel·lícula al Festival Internacional de Cinema de Morelia i 4 nominacions al Premi Ariel inclosos millor coactuación femenina per a Nicolasa Ortiz Monasterio i Úrsula Pruneda, millor revelació actoral per a Emília Berjón i millor opera prima.

## Argument
Sofía, una noia de 13 anys, durant les seves vacances és enviada a una casa de camp en Sonora on l'espera la seva cosina Cristina de 15 anys. En aquests dies calorosos d'oci i caminades entre els camps de blat ambdues es veuran submergides en un triangle amorós amb un jornaler vint anys més gram, JC i el final del qual, no exempt de dolor, marcarà el pas de la pubertat a l'adolescència per a les dues.

## Repartiment
Els actors que van participar en aquesta pel·lícula són:
- Emilia Berjón Ramírez com Sofía
- Abril Michel com Cristina
- Alberto Guerra com J.C.
- Nicolasa Ortiz Monasterio com Silvia
- Úrsula Pruneda com Susi
- Patricia Ortiz com Carmen
- Gerardo Trejo Luna
- Memo Villegas

## Producció

### Guió
La idea original de Trigal va néixer fa 10 anys, prenent com a inspiració memòries personals que la directora va tenir en la seva vida de camp amb els seus avis i els seus cosins a l'Argentina.

### Rodatge
La fotografia principal es va iniciar al març de 2020 a Hermosillo, Mèxic. No obstant això, després de 2 setmanes de rodatge els enregistraments es van paralitzar a causa de la pandèmia de COVID-19. Al final, van reprendre els enregistraments el 10 d'agost de 2020 durant 2 setmanes.

## Llançament
Es va estrenar el 25 d'octubre de 2022 al Festival Internacional de Cinema de Morelia. Es va estrenar comercialment el 20 d'abril de 2023 en cinemes mexicans.

## Premis i nominacions
| Any  | Premio / Festival                           | Categoria                  | Recipient                 | Resultat  | Ref.   |
| ---- | ------------------------------------------- | -------------------------- | ------------------------- | --------- | ------ |
| 2022 | Festival Internacional de Cinema de Morelia | Millor pel·lícula          | Trigal                    | Nominat   | [ 17 ] |
| 2023 | Premi Ariel                                 | Millor coactuació femenina | Nicolasa Ortiz Monasterio | Nominat   | [ 18 ] |
| 2023 | Premi Ariel                                 | Millor coactuació femenina | Úrsula Pruneda            | Guanyador | [ 18 ] |
| 2023 | Premi Ariel                                 | Millor revelació actoral   | Emilia Berjón             | Guanyador | [ 18 ] |
| 2023 | Premi Ariel                                 | Millor ópera prima         | Trigal                    | Nominat   | [ 18 ] |